# Phylacium majus
Phylacium majus är en ärtväxtart som beskrevs av Collett och William Botting Hemsley. Phylacium majus ingår i släktet Phylacium och familjen ärtväxter. Inga underarter finns listade i Catalogue of Life.